# Ženskij volejbol'nyj klub Fakel
Lo Ženskij volejbol'nyj klub Fakel (in russo "женский волейбольный клуб Факел") è stata una società pallavolistica femminile russa con sede a Novyj Urengoj.

## Storia della società
Lo Ženskij volejbol'nyj klub Fakel viene fondato nel 1992 ed esordisce nella terza serie russa, nel raggruppamento Siberia-Estremo Oriente, concludendo la stagione al sesto ed ultimo posto; nelle stagioni successive partecipa al campionato cadetto raggiungendo la promozione in Superliga al termine dell'annata 1997-98, quando raggiunge il secondo posto finale in Vysšaja Liga.
Nella stagione d'esordio nella massima divisione, il club ottiene il terzo posto finale in campionato che vale la qualificazione alla Coppa CEV 1999-00; nell'annata successiva il percorso nella competizione europea si ferma ai quarti di finale, mentre quello in campionato termina all'undicesimo posto, che sancisce la retrocessione in seconda serie.
La promozione è immediata e nelle successive annate la formazione disputa nuovamente, pur senza particolari acuti, la Superliga retrocedendo nuovamente al termine della stagione 2005-06.
Dopo due stagioni in Vysšaja Liga A, il Fakel ottiene una nuova promozione in Superliga ma la permanenza nella massima serie dura solo un'annata: la squadra conclude il campionato all'undicesimo e penultimo posto ed è relegata al campionato cadetto; la retrocessione viene immediatamente riscattata dal secondo posto in Vysšaja Liga A che vale il ritorno in Superliga nel 2010.
Anche la terza esperienza nel maggiore campionato russo non si discosta da quelle precedenti: il club, soprattutto a partire dalla stagione 2011-12, si impegna economicamente nell'acquisto di giocatrici internazionali (ad esempio Simona Gioli e Antonella Del Core) ma i risultati stentano ad arrivare e la formazione fatica a raggiungere le posizioni di vertice: solamente nelle annate 2012-13 e 2013-14 riesce ad accedere alla fase finale del campionato dopo aver chiuso rispettivamente al settimo e all'ottavo posto la regular season, ma in entrambe le occasioni viene eliminata ai quarti di finale play-off.
Nella primavera del 2014 la dirigenza del club (che gestisce anche la formazione maschile) deve affrontare una riduzione del budget a disposizione per l'allestimento delle squadre e decide di ritirare la squadra femminile.

## Rosa 2013-2014
| N° | Nome                | Ruolo | Data di nascita  | Nazionalità sportiva |
| -- | ------------------- | ----- | ---------------- | -------------------- |
| 1  | Ekaterina Bogačëva  | C     | 2 gennaio 1990   | Russia               |
| 2  | Alla Galeeva        | L     | 15 aprile 1992   | Russia               |
| 3  | Strašimira Filipova | C     | 18 agosto 1985   | Bulgaria             |
| 4  | Marija Žadan        | P     | 6 febbraio 1983  | Russia               |
| 5  | Anna Paregina       | P     | 11 giugno 1985   | Russia               |
| 6  | Dar'ja Stoljarova   | S/O   | 29 marzo 1990    | Russia               |
| 7  | Elena Ežova         | L     | 14 agosto 1977   | Russia               |
| 8  | Natal'ja Alimova    | C     | 9 dicembre 1978  | Russia               |
| 9  | Ksenija Naumova     | S     | 1º febbraio 1990 | Russia               |
| 10 | Evgenija Ivašova    | S     | 10 marzo 1990    | Russia               |
| 12 | Ana Paula Ferreira  | S     | 17 giugno 1980   | Brasile              |
| 13 | Dar'ja Pisarenko    | S     | 22 aprile 1991   | Russia               |
| 17 | Tat'jana Gorškova   | S     | 8 marzo 1981     | Russia               |
| 18 | Natal'ja Rogačeva   | C     | 30 dicembre 1982 | Russia               |

## Palmarès
- Coppa della Siberia e dell'Estremo Oriente: 3

1995, 1997, 1999